# لوک اسمیت
لوک اسمیت (متولد ۳۰ اوت ۱۹۹۰ در جاکارتا، اندونزی) یک بازیکن والیبال اهل استرالیا است.